# 林登 (堪薩斯州)
林登（英語：Lyndon）是一個位於美國堪薩斯州歐塞奇縣的城市。同時該地也是歐塞奇縣的縣治。

## 地方資料
林登的座標為38°36′37″N 95°41′07″W / 38.61028°N 95.68528°W，而該地的海拔高度為314米（即1030英尺）。根據2010年美國人口普查，該地共人口1037人，而該地的面積約為2.31平方千米。